# Scum (album)
Scum je debutové album britské grindcoreové kapely Napalm Death, vydané 1. července 1987 v Earache Records. Obě strany desky byly nahrány ve dvou různých sestavách v relacích oddělených necelý rok; jediným hudebníkem objevujícím se na obou stranách byl bubeník Mick Harris. Strany jsou velmi odlišné a dohromady slouží k přemostění stylových prvků heavy metalu a punk rocku. Zatímco skladby na straně A jsou silně ovlivněny hardcore punkem a anarchopunkem, vokály a níže laděné elektrické kytary na straně B předjímají následný vývoj v extrémním metalu. Online magazín Loudwire album zařadil do seznamu 10 nejlepších metalových alb roku 1987.
V roce vydání bylo prodáno přes 10 000 kopií alba, přičemž dosáhlo čtvrtého místa na britském nezávislém žebříčku. Od té doby se album Scum stalo známým jako prvopočátkové pro celou grindcoreovou scénu. Roku 2005 bylo čtenáři týdeníku Kerrang! zvoleno 50. nejlepším britským albem a v roce 2009 bylo zařazeno na 5. místo nejvýznamnějších grindcoreových alb magazínem Terrorizer. Je též uvedeno v knize Roberta Dimeryho 1001 alb, která musíte slyšet, než umřete.